# La Robine-sur-Galabre
La Robine-sur-Galabre ist eine südfranzösische Gemeinde mit 292 Einwohnern (Stand 1. Januar 2022) im Département  Alpes-de-Haute-Provence in der Region Provence-Alpes-Côte d’Azur. Sie gehört zum Arrondissement Digne-les-Bains und zum Kanton Digne-les-Bains-1. Die Bewohner nennen sich Robinois.

## Geographie
Der höchste Punkt in der Gemeindegemarkung auf 1887 m heißt La Grande Cloche de Barles. Die Ortschaft wird vom Fluss Bès passiert. Die angrenzenden Gemeinden sind
- Barles im Norden,
- La Javie im Nordosten,
- Le Brusquet im Osten,
- Digne-les-Bains im Süden,
- Thoard im Südwesten,
- Hautes-Duyes im Westen,
- Authon im Nordwesten.

## Bevölkerungsentwicklung
| Jahr      | 1962 | 1968 | 1975 | 1982 | 1990 | 1999 | 2008 | 2012 |
| --------- | ---- | ---- | ---- | ---- | ---- | ---- | ---- | ---- |
| Einwohner | 87   | 81   | 74   | 146  | 228  | 257  | 324  | 314  |

## Sehenswürdigkeiten

Kapelle Saint-Pons

- Kapelle Saint-Pons